# Snowboard-Europacup 2022/23
Der Snowboard-Europacup 2022/23 war eine von der FIS organisierte Wettkampfserie, die zum Unterbau des Snowboard-Weltcups 2022/23 gehörte. Sie begann am 24. November 2022 in Pitztal und endete am 22. April 2023 am Kitzsteinhorn.

## Männer

### Podestplätze Männer
| Datum             | Austragungsort             | Disz.                 | Sieger                 | Zweiter                | Dritter           |
| ----------------- | -------------------------- | --------------------- | ---------------------- | ---------------------- | ----------------- |
| 24. November 2022 | Pitztal                    | Snowboardcross        | Martin Nörl            | Glenn de Blois         | Éliot Grondin     |
| 17. Dezember 2022 | Hochfügen                  | Parallel-Riesenslalom | Max Kühnhauser         | Kaijo Taniguchi        | Mike Santuari     |
| 18. Dezember 2022 | Hochfügen                  | Parallel-Riesenslalom | Fabian Lantschner      | Masaki Shiba           | Wasyl Kaszeliuk   |
| 6. Januar 2023    | Isola 2000                 | Snowboardcross        | Aïdan Chollet          | Luca Abbati            | Julien Tomas      |
| 7. Januar 2023    | Isola 2000                 | Snowboardcross        | Aïdan Chollet          | David Pickl            | Achille Leleu     |
| 14. Januar 2023   | Reiteralm                  | Snowboardcross        | Merlin Surget          | Léo Le Blé Jaques      | Martin Nörl       |
| 15. Januar 2023   | Reiteralm                  | Snowboardcross        | Glenn de Blois         | Senna Leith            | Umito Kirchwehm   |
| 14. Januar 2023   | Alleghe                    | Parallelslalom        | Fabian Lantschner      | Mike Santuari          | Elias Zimmerhofer |
| 15. Januar 2023   | Alleghe                    | Parallelslalom        | Michael Nazwaski       | Elias Zimmerhofer      | Fabian Lantschner |
| 21. Januar 2023   | Puy-Saint-Vincent          | Snowboardcross        | Aïdan Chollet          | Benjamin Gattaz        | Valerio Jud       |
| 22. Januar 2023   | Puy-Saint-Vincent          | Snowboardcross        | Benjamin Gattaz        | Filippo Ferrari        | Aïdan Chollet     |
| 25. Januar 2023   | Prato Nevoso               | Slopestyle            | Jonas Boesiger         | Jeremy Denda           | Nicola Liviero    |
| 28. Januar 2023   | Simonhöhe                  | Parallel-Riesenslalom | Mychajło Charuk        | Ryusuke Shinohara      | Christoph Karner  |
| 29. Januar 2023   | Simonhöhe                  | Parallel-Riesenslalom | Mychajlo Charuk        | Max Kühnhauser         | Fabian Lantschner |
| 2. Februar 2023   | Font-Romeu-Odeillo-Via     | Slopestyle            | William Almqvist       | Jules De Sloover       | Leo Framarin      |
| 4. Februar 2023   | Font-Romeu-Odeillo-Via     | Big Air               | Romain Allemand        | Gabriel Almqvist       | Sindre Tveiten    |
| 5. Februar 2023   | Lenzerheide                | Parallelslalom        | Arvid Auner            | Dario Caviezel         | Gian Casanova     |
| 15. Februar 2023  | Moena-Passo San Pellegrino | Snowboardcross        | Benjamin Gattaz        | Devin Castello         | Julien Tomas      |
| 16. Februar 2023  | Moena-Passo San Pellegrino | Snowboardcross        | Valerio Jud            | Devin Castello         | Titouan Cottret   |
| 18. Februar 2023  | Davos                      | Big Air               | Txema Mazet-Brown      | Campbell Melville Ives | Julien Merken     |
| 4. März 2023      | Zakopane                   | Parallel-Riesenslalom | Oskar Kwiatkowski      | Aron Juritz            | Michał Nowaczyk   |
| 5. März 2023      | Zakopane                   | Parallel-Riesenslalom | Christoph Karner       | Matthäus Pink          | Mychajło Charuk   |
| 11. März 2023     | Davos                      | Parallelslalom        | Ben Heldman            | Christoph Karner       | Gian Casanova     |
| 12. März 2023     | Davos                      | Parallelslalom        | Jamie Behan            | Werner Pietsch         | Gian Casanova     |
| 17. März 2023     | Laax                       | Slopestyle            | Taiga Hasegawa         | Liam Brearley          | Cameron Spalding  |
| 18. März 2023     | Laax                       | Halfpipe              | Campbell Melville Ives | Florian Lechner        | Gian Andrin Biele |
| 18. März 2023     | Ratschings                 | Parallelslalom        | Christoph Karner       | Fabian Lantschner      | Hong Seung-yeong  |
| 19. März 2023     | Ratschings                 | Parallelslalom        | Christoph Karner       | Kim Sang-kyum          | Fabian Lantschner |
| 20. März 2023     | Livigno                    | Slopestyle            | Liam Brearley          | Jeremy Denda           | Alberto Maffei    |
| 22. März 2023     | Montafon                   | Snowboardcross        | Guillaume Herpin       | Achille Leleu          | Benjamin Gattaz   |
| 23. März 2023     | Montafon                   | Snowboardcross        | Niccolò Colturi        | Benjamin Gattaz        | Guillaume Herpin  |
| 29. März 2023     | Ruka                       | Slopestyle            | Kristián Salač         | Sindre Tveiten         | Till Strohmeyer   |
| 14. April 2023    | Corvatsch                  | Slopestyle            | Nicolas Huber          | Fynn Bullock-Womble    | Sean Fitzsimons   |
| 17. April 2023    | Corvatsch                  | Big Air               | Kira Kimura            | Loris Framarin         | Romain Allemand   |
| 18. April 2023    | Kitzsteinhorn              | Halfpipe              | André Höflich          | Florian Lechner        | Gian Andrin Biele |
| 19. April 2023    | Kitzsteinhorn              | Halfpipe              | Christoph Lechner      | Florian Lechner        | Lee Ji-o          |
| 21. April 2023    | Kitzsteinhorn              | Slopestyle            | Romain Allemand        | Yuto Yamada            | Ruki Tobita       |
| 22. April 2023    | Kitzsteinhorn              | Big Air               | Loris Framarin         | Kira Kimura            | Ruki Tobita       |

### Gesamtwertungen Männer
| Rang | Name              | Punkte |
| ---- | ----------------- | ------ |
| 1    | Christoph Karner  | 715    |
| 2    | Fabian Lantschner | 659    |
| 3    | Mike Santuari     | 470    |
| 4    | Mychajlo Charuk   | 449    |
| 5    | Max Kühnhauser    | 428    |
| 6    | Kaijo Taniguchi   | 304    |
| 7    | Elias Zimmerhofer | 285    |
| 8    | Wasyl Kaszeliuk   | 264    |
| 9    | Werner Pietsch    | 250    |
| 10   | Ryusuke Shinohara | 236    |

| Rang | Name            | Punkte |
| ---- | --------------- | ------ |
| 1    | Benjamin Gattaz | 513    |
| 2    | Aïdan Chollet   | 455    |
| 3    | Achille Leleu   | 410    |
| 4    | Luca Abbati     | 350    |
| 5    | Devin Castello  | 340    |
| 6    | Valerio Jud     | 319    |
| 7    | Julien Tomas    | 316    |
| 8    | Filippo Ferrari | 298    |
| 9    | Niccolò Colturi | 219    |
| 10   | Elias Leitner   | 196    |

| Rang | Name                   | Punkte |
| ---- | ---------------------- | ------ |
| 1    | Florian Lechner        | 320    |
| 2    | Gian Andrin Biele      | 225    |
| 3    | Campbell Melville Ives | 200    |
| 4    | Lee Ji-o               | 190    |
| 5    | Christoph Lechner      | 145    |
| 6    | Leander Ineichen       | 116    |
| 7    | André Höflich          | 100    |
| 8    | Lorenzo Gennero        | 100    |
| 9    | Kim Geon-hui           | 100    |
| 10   | Mischa Zürcher         | 80     |

| Rang | Name                | Punkte |
| ---- | ------------------- | ------ |
| 1    | Romain Allemand     | 508    |
| 2    | Kira Kimura         | 330    |
| 3    | Jeremy Denda        | 328    |
| 4    | Loris Framarin      | 297    |
| 5    | Ruki Tobita         | 292    |
| 6    | Nicolas Huber       | 290    |
| 7    | Sindre Tveiten      | 284    |
| 8    | Liam Brearley       | 260    |
| 9    | Fynn Bullock-Womble | 260    |
| 10   | Nicola Liviero      | 229    |

| Rang | Name                | Punkte |
| ---- | ------------------- | ------ |
| 1    | Nicolas Huber       | 290    |
| 2    | Romain Allemand     | 288    |
| 3    | Liam Brearley       | 260    |
| 4    | Jeremy Denda        | 246    |
| 5    | Taiga Hasegawa      | 200    |
| 6    | Jules De Sloover    | 180    |
| 7    | Noah Vicktor        | 180    |
| 8    | Nicola Liviero      | 176    |
| 9    | Sindre Tveiten      | 174    |
| 10   | Fynn Bullock-Womble | 160    |

| Rang | Name                | Punkte |
| ---- | ------------------- | ------ |
| 1    | Kira Kimura         | 280    |
| 2    | Loris Framarin      | 276    |
| 3    | Romain Allemand     | 240    |
| 4    | Ruki Tobita         | 150    |
| 5    | Txema Mazet-Brown   | 144    |
| 6    | Sindre Tveiten      | 110    |
| 7    | Matija Milenković   | 109    |
| 8    | Jeremy Denda        | 103    |
| 9    | Leo Framarin        | 102    |
| 10   | Fynn Bullock-Womble | 100    |

## Frauen

### Podestplätze Frauen
| Datum             | Austragungsort             | Disz.                 | Sieger              | Zweiter              | Dritter                 |
| ----------------- | -------------------------- | --------------------- | ------------------- | -------------------- | ----------------------- |
| 24. November 2022 | Pitztal                    | Snowboardcross        | Francesca Gallina   | Runa Suzuki          | Anna Valentin           |
| 17. Dezember 2022 | Hochfügen                  | Parallel-Riesenslalom | Jasmin Coratti      | Weronika Dawidek     | Maria Chyc              |
| 18. Dezember 2022 | Hochfügen                  | Parallel-Riesenslalom | Jasmin Coratti      | Pia Schöffmann       | Weronika Biela-Nowaczyk |
| 6. Januar 2023    | Isola 2000                 | Snowboardcross        | Léa Casta           | Camille Poulat       | Luana Bianchi           |
| 7. Januar 2023    | Isola 2000                 | Snowboardcross        | Camille Poulat      | Léa Casta            | Celia Trinkl            |
| 14. Januar 2023   | Reiteralm                  | Snowboardcross        | Chloé Trespeuch     | Pia Zerkhold         | Alexia Queyrel          |
| 15. Januar 2023   | Reiteralm                  | Snowboardcross        | Chloé Trespeuch     | Charlotte Bankes     | Manon Petit-Lenoir      |
| 14. Januar 2023   | Alleghe                    | Parallelslalom        | Elisa Fava          | Ricarda Hauser       | Flurina Neva Bätschi    |
| 15. Januar 2023   | Alleghe                    | Parallelslalom        | Jasmin Coratti      | Martina Ankele       | Annamari Dantscha       |
| 21. Januar 2023   | Puy-Saint-Vincent          | Snowboardcross        | Charlotte Bankes    | Camille Poulat       | Luana Bianchi           |
| 22. Januar 2023   | Puy-Saint-Vincent          | Snowboardcross        | Charlotte Bankes    | Camille Poulat       | Sofia Groblechner       |
| 25. Januar 2023   | Prato Nevoso               | Slopestyle            | Matilde Pizzutto    | Lena Müller          | Ayano Nakagawa          |
| 28. Januar 2023   | Simonhöhe                  | Parallel-Riesenslalom | Annamari Dantscha   | Jeong Hae-rim        | Martina Ankele          |
| 29. Januar 2023   | Simonhöhe                  | Parallel-Riesenslalom | Olimpia Kwiatkowska | Annamari Dantscha    | Jeong Hae-rim           |
| 2. Februar 2023   | Font-Romeu-Odeillo-Via     | Slopestyle            | Lena Müller         | María Hidalgo        | Vanessa Volopichová     |
| 4. Februar 2023   | Font-Romeu-Odeillo-Via     | Big Air               | Ayano Nakagawa      | María Hidalgo        | Vanessa Volopichová     |
| 5. Februar 2023   | Lenzerheide                | Parallelslalom        | Jasmin Coratti      | Miriam Weis          | Flurina Neva Baetschi   |
| 15. Februar 2023  | Moena-Passo San Pellegrino | Snowboardcross        | Francesca Gallina   | Marika Savoldelli    | Sofia Belingheri        |
| 16. Februar 2023  | Moena-Passo San Pellegrino | Snowboardcross        | Francesca Gallina   | Sofia Belingheri     | Zoé Colombier           |
| 18. Februar 2023  | Davos                      | Big Air               | Vanessa Volopichová | Hanna Karrer         | Fanny Piantanida Chiesa |
| 4. März 2023      | Zakopane                   | Parallel-Riesenslalom | Aleksandra Król     | Annamari Dantscha    | Weronika Dawidek        |
| 5. März 2023      | Zakopane                   | Parallel-Riesenslalom | Martina Ankele      | Annamari Dantscha    | Cheyenne Loch           |
| 11. März 2023     | Davos                      | Parallelslalom        | Tsubaki Miki        | Flurina Neva Bätschi | Martina Ankele          |
| 12. März 2023     | Davos                      | Parallelslalom        | Larissa Gasser      | Annamari Dantscha    | Jasmin Coratti          |
| 17. März 2023     | Laax                       | Slopestyle            | Émeraude Maheux     | Mia Brookes          | Lucia Georgalli         |
| 18. März 2023     | Laax                       | Halfpipe              | Soha Janett         | Kona Ettel           | Anne Hedrich            |
| 18. März 2023     | Ratschings                 | Parallelslalom        | Pia Schöffmann      | Nadija Hapatyn       | Jasmin Coratti          |
| 19. März 2023     | Ratschings                 | Parallelslalom        | Annamari Dantscha   | Flurina Neva Bätschi | Jasmin Coratti          |
| 20. März 2023     | Livigno                    | Slopestyle            | Laura Záveská       | Vanessa Volopichová  | Andrina Salis           |
| 22. März 2023     | Montafon                   | Snowboardcross        | Anouk Dörig         | Félicie Leicht       | Laly Vial               |
| 23. März 2023     | Montafon                   | Snowboardcross        | Félicie Leicht      | Sofia Groblechner    | Tanja Kobald            |
| 29. März 2023     | Ruka                       | Slopestyle            | Andrina Salis       | Telma Särkipaju      | Fanny Piantanida Chiesa |
| 14. April 2023    | Corvatsch                  | Slopestyle            | Melissa Peperkamp   | Evy Poppe            | Ariane Burri            |
| 17. April 2023    | Corvatsch                  | Big Air               | Melissa Peperkamp   | Vanessa Volopichová  | Lena Müller             |
| 18. April 2023    | Kitzsteinhorn              | Halfpipe              | Sara Shimizu        | Kona Ettel           | Rochelle Weinberg       |
| 19. April 2023    | Kitzsteinhorn              | Halfpipe              | Sara Shimizu        | Anne Hedrich         | Kona Ettel              |
| 21. April 2023    | Kitzsteinhorn              | Slopestyle            | Matilde Pizzutto    | Melissa Peperkamp    | Evy Poppe               |
| 22. April 2023    | Kitzsteinhorn              | Big Air               | Kiara Morii         | Melissa Peperkamp    | Laura Záveská           |

### Gesamtwertungen Frauen
| Rang | Name                 | Punkte |
| ---- | -------------------- | ------ |
| 1    | Jasmin Coratti       | 774    |
| 2    | Annamari Dantscha    | 720    |
| 3    | Martina Ankele       | 597    |
| 4    | Flurina Neva Bätschi | 567    |
| 5    | Weronika Dawidek     | 453    |
| 6    | Elisa Fava           | 429    |
| 7    | Ricarda Hauser       | 370    |
| 8    | Pia Schöffmann       | 340    |
| 9    | Miriam Weis          | 289    |
| 10   | Maria Chyc           | 280    |

| Rang | Name              | Punkte |
| ---- | ----------------- | ------ |
| 1    | Camille Poulat    | 502    |
| 2    | Anouk Dörig       | 452    |
| 3    | Félicie Leicht    | 388    |
| 4    | Sofia Groblechner | 364    |
| 5    | Charlotte Bankes  | 330    |
| 6    | Marika Savoldelli | 304    |
| 7    | Zoe Colombier     | 285    |
| 8    | Léa Casta         | 270    |
| 9    | Luana Bianchi     | 243    |
| 10   | Chloé Passerat    | 229    |

| Rang | Name               | Punkte |
| ---- | ------------------ | ------ |
| 1    | Kona Ettel         | 300    |
| 2    | Anne Hedrich       | 250    |
| 3    | Soha Janett        | 200    |
| 4    | Sara Shimizu       | 200    |
| 5    | Samuela Mondani    | 180    |
| 6    | Niah Johanna Imper | 137    |
| 7    | Rochelle Weinberg  | 110    |
| 8    | Lee Na-yoon        | 100    |
| 9    | Heo Young-hyun     | 80     |
| 10   | Berenice Wicki     | 64     |

| Rang | Name                    | Punkte |
| ---- | ----------------------- | ------ |
| 1    | Melissa Peperkamp       | 560    |
| 2    | Vanessa Volopichová     | 536    |
| 3    | Lena Müller             | 516    |
| 4    | Matilde Pizzutto        | 338    |
| 5    | Romy van Vreden         | 334    |
| 6    | Andrina Salis           | 309    |
| 7    | Emma Gennero            | 309    |
| 8    | Evy Poppe               | 301    |
| 9    | Laura Záveská           | 268    |
| 10   | Fanny Piantanida Chiesa | 264    |

| Rang | Name                | Punkte |
| ---- | ------------------- | ------ |
| 1    | Lena Müller         | 360    |
| 2    | Melissa Peperkamp   | 280    |
| 3    | Vanessa Volopichová | 276    |
| 4    | Andrina Salis       | 262    |
| 5    | Matilde Pizzutto    | 258    |
| 6    | Evy Poppe           | 220    |
| 7    | Emma Gennero        | 216    |
| 8    | Laura Záveská       | 208    |
| 9    | Émeraude Maheux     | 200    |
| 10   | Romy van Vreden     | 194    |

| Rang | Name                    | Punkte |
| ---- | ----------------------- | ------ |
| 1    | Vanessa Volopichová     | 334    |
| 2    | Melissa Peperkamp       | 280    |
| 3    | Romy van Vreden         | 196    |
| 4    | Lena Müller             | 188    |
| 5    | Kiara Morii             | 172    |
| 6    | Fanny Piantanida Chiesa | 155    |
| 7    | Emma Gennero            | 137    |
| 8    | Demi van Griensven      | 120    |
| 9    | Matilde Pizzutto        | 118    |
| 10   | Sam van Lieshout        | 117    |